# ۱۰۷۶ (میلادی)
۱۰۷۶ (میلادی) هزار وهفتاد و ششمین سال تقویم میلادی است.

## درگذشتگان
‎